# 马新岚
马新岚（1955年6月—），女，汉族，山西陽城人，生于福州平潭，中华人民共和国政治人物，福建省高級人民法院院長。第十二届全国人民代表大会福建地区代表。

## 生平
毕业于中央党校法学专业。1979年加入中国共产党。2013年，担任全国人大代表。
曾任福建省人大制度研究会特约专家。。